# 石壕镇
石壕镇，是中华人民共和国重庆市綦江区下辖的一个乡镇级行政单位。

## 交通
- 兰海高速G75
- 打安公路（途经石壕镇）
- 210国道（G210）

## 客运交通
石壕镇的羊地弯车站有发往打通（一矿）、綦江、重庆的班车。

## 能源
石壕镇二矿隶属重庆能源公司，松藻电厂和白岩水厂也都在石壕镇管辖范围内建造。